# Eia Uus

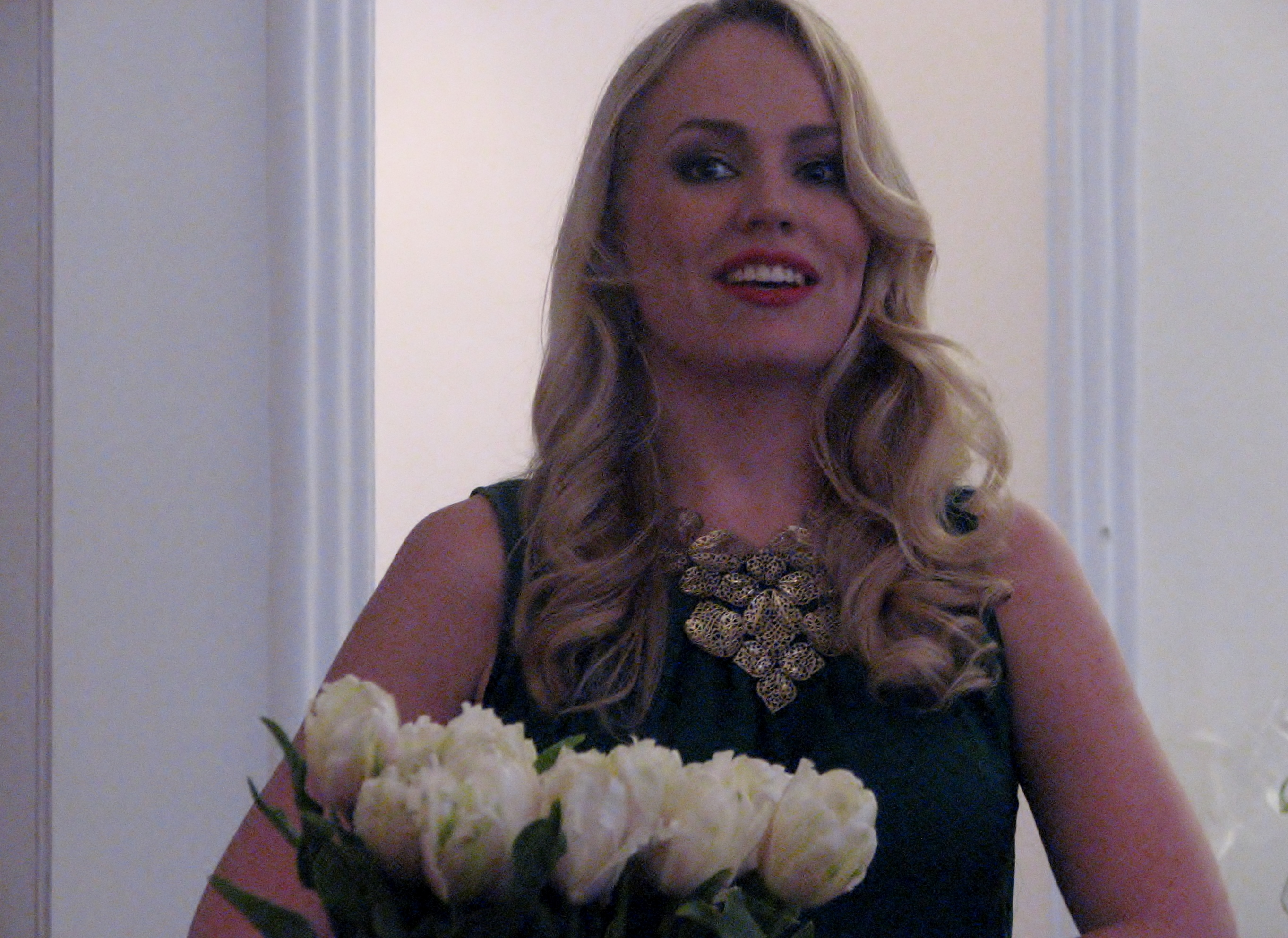
Eia Uus

Eia Uus (nascida em 1985, em Haapsalu) é uma escritora estoniana.
Ela formou-se na Universidade de Tallinn em língua e literatura estoniana.
Desde 2019 ela é membro do Sindicato dos Escritores da Estónia.

## Prémios
- 2005: Prémio Eduard Vilde[1]

## Obras
- Kuu külm kuma (2005)
- Kahe näoga jumal (2008)
- Minu Prantsusmaa (2013)
- Aasta Pariisis (2014)
- Seitsme maa ja mere taha (2019)
- Tüdrukune (2019)